# X-35 (航空機)
X-35
エドワーズ空軍基地でテスト中のX-35A
- 用途：概念実証機
- 分類：試作機
- 設計者：ロッキード・マーティン
- 製造者：ロッキード・マーティン
- 運用者： アメリカ合衆国
- 初飛行：2000年10月24日[1]
- 生産数：2機 (X-35A/B,X-35C)
- 運用状況：退役
- 派生型：F-35

X-35は、アメリカ合衆国のロッキード・マーティンが開発した試作戦闘機である。

## 概要
X-35は統合打撃戦闘機計画（JSF：Joint Strike Fighter）計画に基づいて開発されたステルス試作実験機（概念実証機）である。CTOL型のX-35AとCATOBAR型のX-35Cの2機が試作された 。後にX-35AはSTOVL型X-35Bに改造されたが、損失あるいは損傷した場合に備えてX-35CもB型仕様に改造可能なようにされていた。
量産型の製造を意識して設計されており、基本的な設計は量産型であるF-35と大きな違いはない。ただ、あくまでも各型の機体設計の共通性や機体性能を実証する機体であったため、コックピットはF-35と違い従来型のグラスコックピットを採用しており、HUDを持つ。また、エンジンはプラット・アンド・ホイットニー F119を搭載した（これらの2点は競合機であるX-32にも共通している点である）。空中給油受油装置は、2機共に空軍式のリセプタクルが採用されていたが、こちらは2機共に海軍式のプローブを採用したX-32とは異なっている。
X-35Bで採用されたリフトファン方式は、基本的にはYak-38など過去のVTOL機で採用されていたリフトエンジン方式に似ているが、リフトエンジンの代わりにリフトファンを使用するもので、これまでに実績がなかった方式であった。リフトファンから噴出される空気は熱せられていないため、エンジンの排気が混ざった高温の空気をせき止めて、エアインテークからエンジンに入り込むことを防ぐことが期待されていた。この理論は実際の試験で正しいことが証明され、ホバリング試験時のエアインテークの温度は周囲の外気よりも3℃高かっただけであった。リフトファンの吸気ダクト扉は左右に開く二枚扉が採用されていたが、簡素化のためF-35Bでは採用されなかった。また、可変推力ノズルとアフターバーナーをもつ3ベアリング回転ノズル式のエンジンはYak-141との関係を噂されているが、Yak-141を参考にしてF-35Bのノズルが設計された訳ではないとしている。
X-35Aは2000年10月24日に、X-35Cは同年12月16日に初飛行。X-35AがX-35Bへ改造後の初飛行は2001年6月23日で、同年7月20日には短距離離陸から超音速飛行、最後に垂直着陸を行う一連の飛行「ミッションX」を成功させた。飛行試験は同年8月6日にすべて終了し、合計で139ソーティ（A型:27/B型:39/C型:79）、116.9時間（A型:27.4/B型:21.5/C型:58）の飛行を記録した。

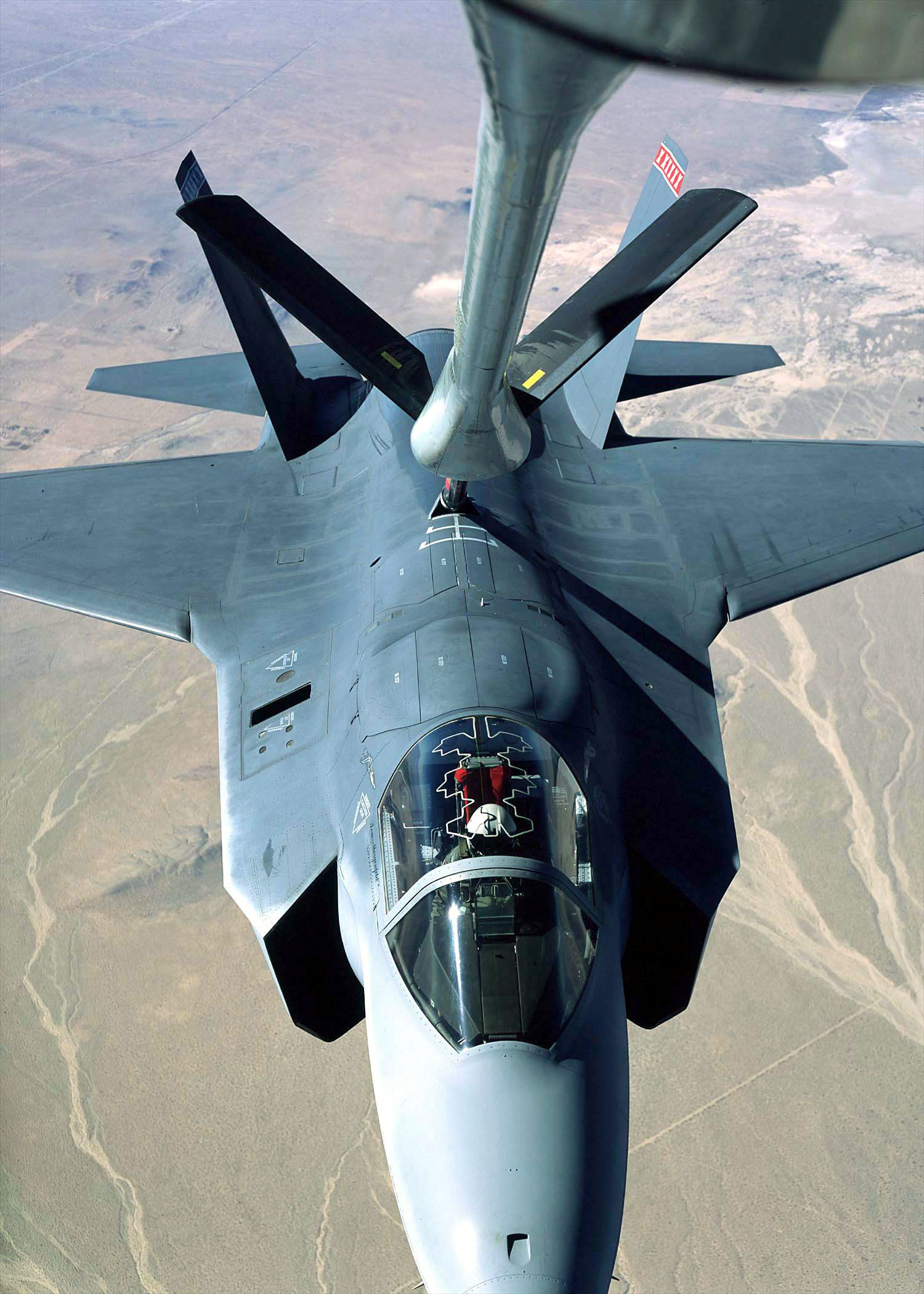
X-35A
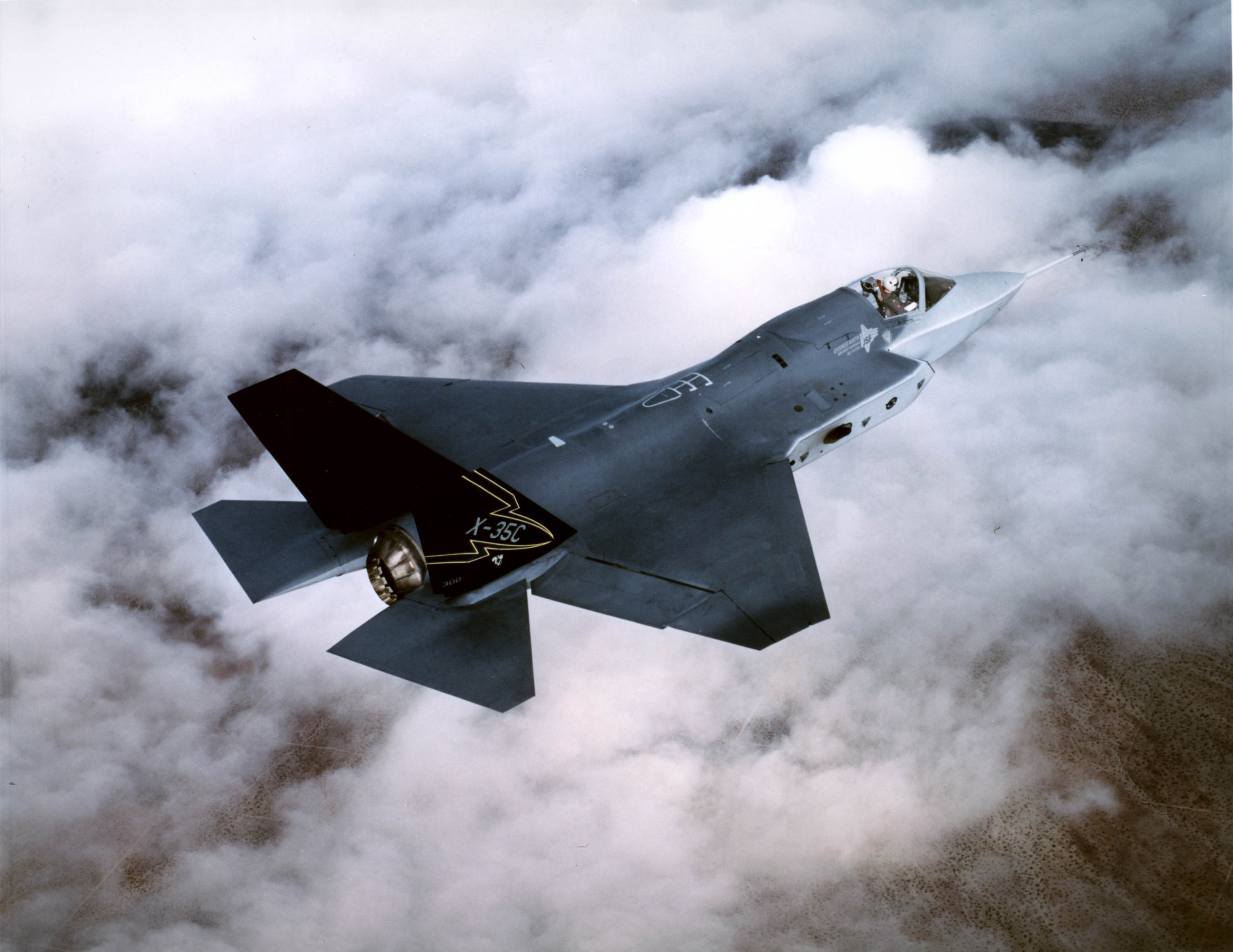
X-35C

## 仕様

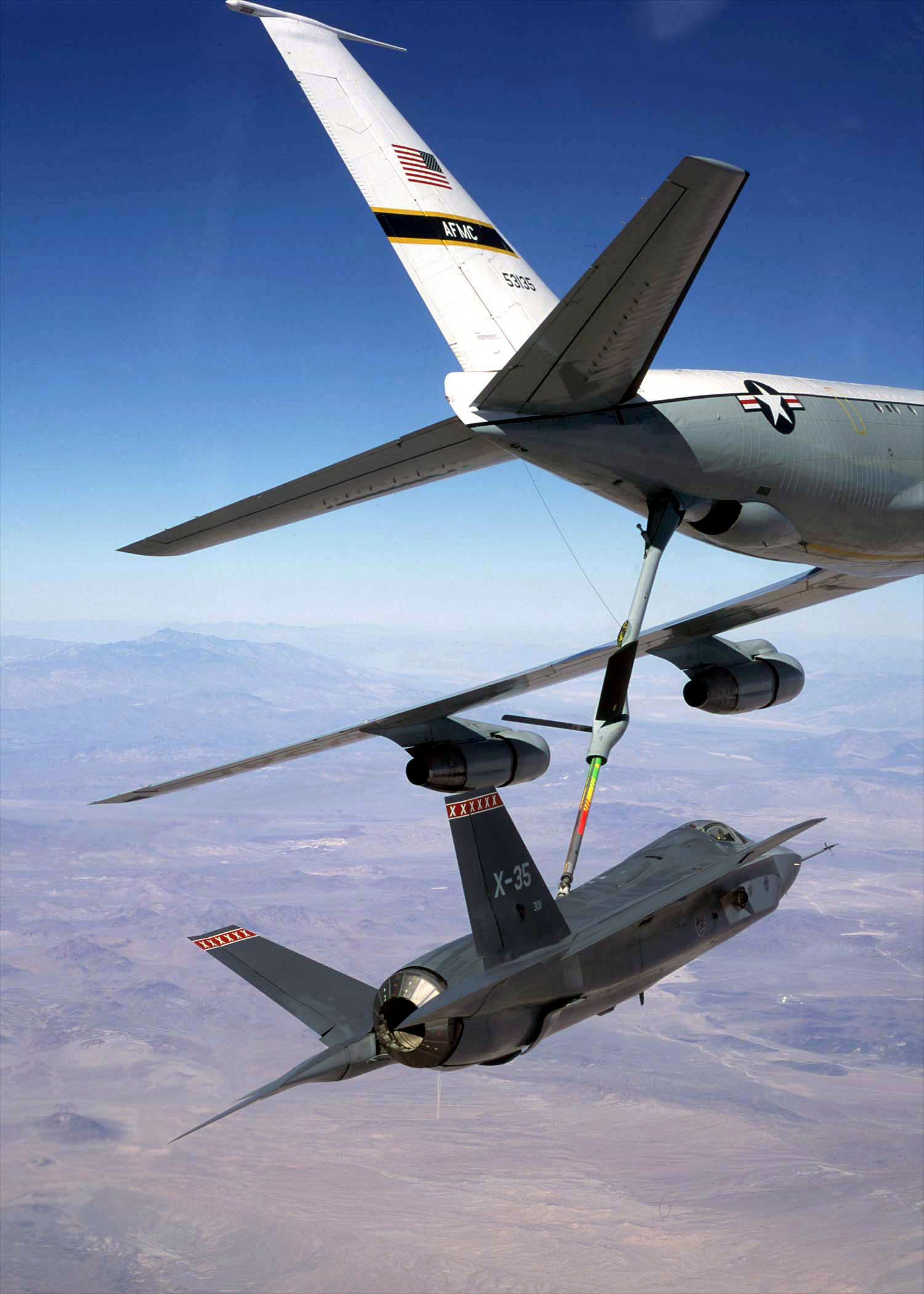
KC-135から空中給油を受けるX-35A

- 乗員：1名
- 全長：50.6ft（15.37m）
- 翼長：56ft（10.65m）
- 全高：19.03ft（5.28m）
- 翼面積: 459.6 ft2（42.742.7 m2）
- 積載量:44,400lb (19,960 kg)
- 最大離陸重量：60,000lb（27,220kg）
- 空虚重量:26,000lb（11,793kg）
- エンジン：プラット・アンド・ホイットニー F119-PW-611 ターボファンエンジン
  - 推力：28,100 lbf（125 kN）
  - アフターバーナー時：43,000 lbf（191.35 kN）
- 最大速度：マッハ1.6（1,200mph、1,930km/h）
- 武装
  - M61A2 or マウザー BK-27×1
  - AIM-120 AMRAAM×4